# MPEG-DASH
MPEG-DASH (от MPEG и англ. Dynamic Adaptive Streaming over HTTP) — технология адаптивной потоковой передачи данных, предоставляющая возможность доставки потокового мультимедиа-контента через Интернет по протоколу HTTP. Является первым решением по потоковой передаче данных с адаптивным битрейтом, получившим статус международного стандарта.

## Описание
Технология предусматривает разбиение контента на последовательность небольших файловых сегментов, каждый из которых содержит небольшой отрывок содержимого. Сам контент может создаваться в нескольких битрейтах, и клиенту DASH становятся доступными альтернативные сегменты, выравненные в одной временной шкале. По мере проигрывания, клиент автоматически выбирает следующий сегмент для скачивания и воспроизведения из доступных альтернатив исходя из условия работы сети. Клиент выбирает сегмент с наивысшим битрейтом, который возможно скачать и проиграть вовремя, без зависания и буферизации.
Технология использует существующую инфраструктуру веб-серверов HTTP, применяемую для доставки практически всего контента Всемирной паутины, это позволяет таким устройствам как настольные персональные компьютеры, смартфоны, планшеты, телевизоры с доступом в сеть потреблять мультимедийный контент (видео, радио, телевидение) с учётом переменных условий работы Интернета.
Спецификация предусматривает специальный формат для описания медиапотока (MPD, англ. media presentation description), в нём содержится информация о сегментах (временна́я шкала, URL, характеристики медиа, такие как разрешение и битрейт видео). Сегменты могут содержать любые медиаданные, однако спецификация подробно описывает два типа контейнеров: медиафайл ISO (например, формат файла MP4) и MPEG-2 Transport Stream.
Технология не зависит от используемых аудио- и видео-кодеков. Как правило, бывает доступно одно или несколько представлений мультимедиа-файлов (например, с разным разрешением или битрейтом) и выбор может быть сделан на основе состояния сети передачи данных, возможностей устройства или предпочтений пользователя, создавая, таким образом, условия для потоковой передачи с адаптивным битрейтом и оптимальным качеством. DASH также не зависит от протоколов прикладного уровня, таким образом, технология может использоваться поверх любого протокола, например CCN.

## Стандартизация
Технология была разработана в рамках группы MPEG, работа была начата в 2010 году, в январе 2011 года получила статус драфта (черновика) международного стандарта и утверждена в качестве международного стандарта в ноябре 2011 года. В апреле 2012 года стандарт MPEG-DASH опубликован с идентификатором ISO/IEC 23009-1:2012, в июле 2013 года одобрена вторая редакция стандарта, в которой были исправлены неточности и опечатки, также включившая поддержку сообщений о событиях и якоря медиапрезентаций, в декабре 2014 года вторая редакция стала общедоступной.
Стандарт основан на технологиях Adaptive HTTP streaming (описана в 9-м выпуске стандартов 3GPP) и HTTP Adaptive Streaming (HAS, из 2-го выпуска пакета стандартов Open IPTV Forum. В рамках взаимодействия с MPEG, 10-й выпуск стандартов 3GPP принял DASH (со специфичными кодеками и режимами работы) для работы в беспроводных сетях. Кроме того, технология DASH схожа с HLS (HTTP Live Streaming) от Apple, HDS (HTTP Dynamic Streaming) от Adobe и Smooth Streaming от Microsoft[уточнить].
В рабочую группу по разработке стандарта MPEG-DASH входят десятки представителей отрасли, среди них Microsoft, Adobe, Google, Sony, Netflix, Qualcomm, Ericsson, Samsung и другие компании.
Организация MPEG LA 27 июля 2015 года объявила о сборе патентов для создания единого патентного пула MPEG-DASH

## Практическая реализация
Для создания веб-плееров с поддержкой DASH разработаны и стандартизованы специальные расширения HTML5 — MSE (Media Source Extentions), примером использования таких расширений служит открытый проект dash.js — JavaScript-проект.
Некоторые опробованные реализации серверных и клиентских решений, использующих DASH :
- Akamai CDN поддерживает DASH во всех режимах[15].
- Azure Media Services полностью поддерживают технологию DASH[16].
- Платформа Bitcodin от компании Bitcovin поддерживает создание потоков в MPEG-DASH на выходе[17].
- Плеер bitdash может проигрывать DASH в браузере как через HTML5 и JavaScript, так и через Flash для устаревших браузеров[18].
- DASHEncoder от ITEC поддерживает создание контента в MPEG-DASH[19][20].
- Мультимедийный фреймворк от GPAC group в Telecom ParisTech[21] и CastLabs поддерживает создание контента в MPEG-DASH.
- Поддержка DASH и SDK для создания плеера на Android (с 2.2 по 4.x) реализована в Helix Universal Server.
- Различные наборы данных DASH разработаны Институтом информационных технологий Клагенфуртского университета[20][22] группой GPAC в Telecom ParisTech[21] и в Digital TV Labs.[23]; кроме того, институтом предоставляется сервис проверки файлов описания медиапрезентации (MPD)[19], а также разработан плагин к VLC, позволяющий как вещать DASH, так и проигрывать его[19][24].
- Клиентская свободно распространяемая библиотека libdash[25] не зависит от платформы и может использоваться на платформах Android, iOS, Windows Phone и других.
- Модуль nginx-rtmp для Nginx позволяет выдавать контент MPEG-DASH в режиме живого потока, такой поток проигрывается модифицированным плеером dash.js, а также плеером bitdash[18].
- Nimble Streamer позволяет выдавать потоки MPEG-DASH в режиме VOD из MP4-файлов и живом режиме из RTMP[26].
- Path1 PiXiE Encoder выдаёт DASH потоки в живом режиме[27].
- Wowza Streaming Engine позволяет выдавать потоки DASH в разных режимах[28].